# هنري بوكوالد
هنري بوكوالد (بالإنجليزية: Henry Buchwald)‏ هو مخترِع وجراح وطبيب أمريكي، ولد في 21 يونيو 1932 في فيينا في النمسا.

## النشأة و التعليم
ولد بوكوالد في فيينا بالنمسا عام 1932 لأبوين أندور ورينيه بوخوالد. وفي عام 1938، هربت عائلته من النمسا للنجاة من النازيين. جاء هنري ووالدته إلى مدينة نيويورك حيث دعمهم رينيه. في عام 1939، وصل والد هنري، الذي أُجبر على الاختباء والتهرب من القبض عليه من قبل النازيين في مسقط رأسه في المجر أثناء انتظاره للحصول على مكان في الحصة اليهودية المجرية في الولايات المتحدة، إلى نيويورك. التحق هنري بمدرسة برونكس الثانوية للعلوم، ثم كلية كولومبيا في مدينة نيويورك، وتخرج كطالب متفوق بامتياز مع مرتبة الشرف في عام 1954.
تابع دراساته الإضافية من خلال الالتحاق بكلية الأطباء والجراحين بجامعة كولومبيا التي تخرج منها عام 1957 بدرجة امتياز. درجة الدكتوراه.
حصل على تدريبه في مستشفى كولومبيا المشيخي في 1957-1958، وخدم في القوات الجوية الأمريكية كجراح طيران رئيسي في مقر القيادة الجوية الإستراتيجية في بلفيو، نبراسكا، حتى خريف عام 1960. بعد الخدمة، استأنف بوخوالد الخدمة. دراسته وحصل على درجة الماجستير. شهادة في الكيمياء الحيوية والدكتوراه. في الجراحة.